# Mato Nikolić
Fra Mato Nikolić (Kreševo, 12. veljače 1784. – Žepče, 12. svibnja 1844.) bio je bosanski franjevac i prvi diplomirani liječnik na području Bosne. U nekrologiju Bosne Srebrene uz njegovo ime stoji doctor medicinae peritissimus. U nekim izvorima navodi se kao Nikolić fra Mato od Kreševa. Budući da postoje čvrsti dokazi da je zaista imao diplomu o završenom studiju medicine, smatra se prvim diplomiranim doktorom medicine u povijesti Bosne. Po njemu je nazvana ratna i poslijeratna bolnica u Novoj Biloj.

## Životopis
Rođen je 12. veljače 1784. godine u središtu Kreševa, bosanskog rudarskog gradića poznatog po trgovini i brojnim obrtima. Sin je Petra Nikolića iz Kreševa i Katarine Stojić iz Vranaca. Dakle, potječe iz uglednog roda Nikolić, tada najbrojnijeg u Kreševu, posebice u naseljima Tomić, Lepenica, Pokojište i Korča. Iz tog su roda u 18. stoljeću potekli kreševski franjevci Martin, Ilija, Bartol i Juro.

### Školovanje
Najprije je pet godina studirao filozofiju i teologiju u Ugarskoj. Postoje navodi da je dio studija proveo i u Italiji. Nakon tog studija je 1803. godine kao devetnaestogodišnjak od Ugarskog kraljevskog namjesničkog vijeća zatražio dopuštenje za studiranje farmacije i kirurgije. Dobivši pristanak i stipendiju u visini od 200 forinti godišnje, od 1803. godine počinje i studirati medicinu u Feldsbergu u Austriji (danas Valtice u Češkoj). Istom je vijeću 19. siječnja 1805. godine uputio molbu da studij nastavi u Pešti. Molba mu nije uvažena, već mu je u odgovoru 5. veljače 1805. godine predloženo da studij do kraja nastavi u Feldsbergu, što je i učinio.
Odmah nakon školovanja odlazi u Dalmaciju kako bi prisustvovao prvom cijepljenju protiv velikih boginja 1807. godine, provedenoj po Naredbi za Ilirske provincije, Dalmaciju i grad Split francuskog generalnog providura Vincenza Dandola. U razdoblju od studenog 1806. do konca 1807. godine ukupno su cijepljenje 24.273 osobe.
Osim svog narodnog jezika koji je pisao bosančicom i latinicom, služio se i njemačkim, talijanskim i latinskom jezikom.

### Prvi liječnik u Bosni
Vrativši se u svoju Bosnu 1807. godine, od Rima je zatražio dopuštenje za obavljanje liječničke prakse, uz napomenu biskupa fra Augustina Miletića (Fojnica, 16. veljače 1763. – Livno, 18. srpnja 1831.) preko kojega je molba poslana, da Nikolić posjeduje autentičnu svjedodžbu o položenom ispitu iz medicine. Dopuštenje je dobio 12. lipnja 1807. godine posebnim dokumentom pape Pija VII. (1742. – 1823.) u kojem stoji da smije obavljati liječničku praksu, osim većih kirurških zahvata, što je svećenicima inače bilo zabranjeno. Tako je postao prvi bosanski liječnik.
Osim što se istaknuo svojim djelovanjem za vrijeme kuge, manje je poznato da je uspješno zbrinjavao i ugrize zmija otrovnica. Također je prvi koji je u Bosni primjenjivao akupunkturu, metodu tradicionalne kineske medicine. Igle koje je koristio se i danas mogu pronaći u samostanskom muzeju u Kreševu. U istom muzeju je pohranjen i njegov kirurški nožić koji mu je služio za obavljanje manjih kirurških zahvata. Budući da je poznavao i primjenjivao različite metode fizikalne terapije, danas se smatra i prvim bosanskim fizioterapeutom.
Osnivatelj je ljekarne (apoteke) u franjevačkom samostanu u Kreševu koju je od osnutka 1813. godine i vodio kao prvi školovani ljekarnik (apotekar). Smatra se da je to prva moderno uređena ljekarna na području Bosne. Dekretom starješinstva Bosne Srebrene dana 21. lipnja 1813. godine određeno je da samostani u Kreševu, Fojnici i Kraljevoj Sutjesci godišnje izdvoje po 500 groša da bi fra Mato Nikolić mogao osnovati ljekarnu i za nju pribavljati različite biljne ekstrakte i druge lijekove, sprave za pripremanje lijekova te medicinske knjige i instrumente, ali uz odredbu da se medicinske usluge pružaju članovima svih triju samostana i svim drugim ljudima bez obzira kojoj vjeroispovijesti pripadali, dok bi novac bio povraćen samostanima iz dobivenih nagrada. Tako Kreševo postaje bosansko medicinsko središte. Starješinstvo je istim dekretom fra Matu Nikolića kao osobito vrsna liječnika proglasilo liječnikom sve braće naše redodržave. Izdan mu je i nalog kojim mu se dozvoljavalo da pokupuje sve što mu je za liječenje potrebno, ali da o svemu tome polaže račune pred definitorijem bosanske redodržave.
Originalni tekst Dekreta je glasio:
Decretum circa Medicum et medicinas.
Cum post curam salutis animae, cura valetudinis corporeae conservandae, aut morbis destructae, medio pharmacorum recuperandae praeprimis habenda sit; ideo vnbie Definitorium V. P. Mathaeum Nikolich artis medicae apprime gnarum, medicum omnium Fratrum nostrae Provinciae agnoscit, utque idem Fratribus aegrotantibus facilius pharmaca adhibere possit, et valeat, praecipit, ut quilibet Conventus quingentos Reales in subsidium comparandorum medicaminum, instrumentorum apothecae, librorum, aliorum magis necessariorum ad curam aegrotantium Fratrum conferat, Praefatus vero V. P. Mathaeus Medicus procuret ex praefata summa medicinas pro Fratribus nostrae totius Provinciae, a quibus vel ab eorum Conventuum superioribus expensas recipiat, rationem vero specificam introitus, et exitus Venbli Definitorio repraesentet. In hujus vero ordinationis majus robur, atque firmitatem omnes totius Venerabilis Defnrii Patres propriis subscribimus manibus, utque idem V. P. Mathaeus subscribat ex sua parte ordinamus.
Datum ex Aula Veneblis Definitorii tempore 2.(dae) intermediae Capitularis Congrnis die 21. Junii Cressevii in Convtu nostro S.(ae) Catharinae V. et M. rite et canonice celebratae.
Ita est Fr: Mathaeus Nikolich mppa.
Ita est Fr: Petrus Kordich Defr: Provinciae mppa.
Ita est Fr: Georgius a Varess Defr: Proviae mppa.
Ita est Fr: Paulus Bargnich Defr: Proviae mppa.
Ita est Fr: Elias Glavoçevich Defr: Proviae mppa.
Ita est Fr: Petrus Martinçevich Custos Proviae mppa.
Et ego Fr: Dominicus a Varess Mintar Provlis, et Praeses Congnis confirmo mppa.
Ita tamen, ut si decursu temporis fructus Medicinarum ad aequalitatem et ulterius ascenderent hujus capitalis, hoc restituendum sit respectivis Conventibus.
Sic omnes supra discti Pres decernunt.
L + S
Protocollum Provinciae Bosnae Argentinae, a. 1793. – 1835.

### Kuga
Uz fra Franju Gracića (1740. – 1799.), spasio je bosansko stanovništvo od kuge. Njihova ordinacija se nalazila na otvorenom, odnosno na ulazu u špilju. Na tom je mjestu, koje se nalazi na putu iz Kreševa prema Tarčinu, 2003. godine podignuto obilježje nalik onome u Lourdu. Na spomen-ploči stoji tekst: U doba kuge kad puk nije imao nikoga osim svojih franjevaca, na ovome mjestu utemeljiše ordinaciju na otvorenome fra Franjo Gracić (1740. – 1799.) i prvi diplomirani liječnik u Bosni fra Mato Nikolić (1784. – 1844.), uz njihovu i Božju pomoć mnogi ozdraviše, a molitva i zagovor Majci Božjoj ostade do danas u tadiciji kreševskog puka. U Kreševu, 2003. To je mjesto danas nazvano Svetište pod špiljom, a samo pedesetak metara od njega, preko rijeke Kreševčice, nalazi se i rodna kuća fra Mate Nikolića, jedan od najznačajnih kreševskih spomenika. U blizini špilje u novije je vrijeme pronađena velika količina ljudskih kostiju.
Val koji je započeo 1782. godine u Sarajevu se tijekom 1783. proširio na Kreševo, Fojnicu, Kraljevu Sutjesku, Visoko, Zenicu i Travnik. Fra Mato Nikolić, specijaliziran za liječenje kuge, posebno se istaknuo marljivim liječenjem za vrijeme još smrtonosnijeg vala, u razdoblju od 1813. do 1818. godine. U tom su valu najprije bili zahvaćeni Kraljeva Sutjeska, Travnik, Jajce, Kotor i Krajina, dok se zadnjih dviju godina kuga proširila po cijeloj Bosni. Smrtnost je bila tolika da su nastajala tzv. kužna groblja u koja su se pokapali samo umrli od kuge. Zbog velikog straha od širenja kuge ljudi su mrtvace ukopavali čak metar i pol u zemlju, a grob su zalijevali vapnom. Umjesto nadgrobnih spomenika, na tim se grobljima može uočiti na desetke malih križeva bez imena.
Zapisano je da su franjevci odigrali značajnu ulogu kao ispovjednici oboljelih rimokatolika.

### Župa Žepče
Fra Mato Nikolić je prije drugog vala kuge djelovao u župi Žepče čije se središte od 1742. godine nalazilo u Žepču. Župa je obuhvaćala veliko područje, ali je zbog povećanja broja vjernika kasnije rascjepkana na manje župe. Zabilježeno je da je u Osovi 8. kolovoza 1811. godine krstio blizanca fra Ivu Kresića (1811. – 1865.) kojemu je šestero braće i sestara umrlo od kuge. Upravo se zbog pojave kuge vraća u Kreševo i započinje borbu za spas stanovništva.

### Lašvansko-travnička župa
Porast broja vjernika doveo je 1827. godine do podjele Lašvansko-travničke župe na župu Dolac i župu Guču Goru kao njenu filijalu. Župa Guča Gora se kasnije, 1840. godine, odvaja i postaje samostalna. Fra Mato Nikolić djelovao je u  Lašvansko-travničkoj župi prije razdiobe u razdoblju od 13. prosinca 1818. do 1919. godine. U maticama krštenih (svezovi od 1811. – 1853.) na dan 13. prosinca 1818. fra Mato Nikolić potpisan je kao poznati liječnik-franjevac, Capellanus Aulicus Consularis in Travn. Zapisano je i da je kao uvažena ličnost, bio dvaput definitorom i dvaput kustodom (provincijalom).

### Župa Osova
Sjedište župe Žepče 1830. godine preneseno je u Osovu, sjeveroistočno od Žepča, gdje je fra Mato Nikolić, kao žepački župnik ispred kreševskog samostana, kupio zemljište i sagradio župni stan. Lokalne su ga vlasti u početku sprječavale u izgradnji, pa se fra Mato obratio veziru Fazli-paši koji mu dopušta da, ako želi, izgradi ne samo župni stan, već i dvorove. Danas se 1830. godina smatra godinom osnutka, a fra Mato Nikolić osnivateljem župe Osova. Župom su od osnutka upravljali franjevci iz Kraljeve Sutjeske, a kasnije franjevci iz Kreševa. Rad fra Mate Nikolića rasvjetljava i jedan sačuvani liječnički recept koji je 9. svibnja 1831. godine iz Osove poslao nekom bolesnom franjevcu, a u njemu detaljno objašnjava kako pripraviti lijek.

### Potkivanje jaja
Među stanovnicima Kreševa postoji usmena predaja da je fra Mato Nikolić poznavao i tradicionalnu kreševsku tehniku potkivanja jaja, odnosno umijeće ukrašavanja jaja minijaturnim potkovicama, koju ga je navodno naučio kreševski kovač Ivo, zvani Župan.

### Kreševljaci osposobljeni za liječnički posao
Osim fra Mate Nikolića i fra Franje Gracića (1740. – 1799.), poznato je još franjevaca Kreševljaka koji su obavljali liječnički posao, a neki od naznačajnih su fra Tadija Logarić/Lagarević (1761. – 1840.), fra Nikola Ilić/Ilijić (1767. – 1840.) i fra Petar Marešević.
Kreševski narod se fra Mate Nikolića sjećao još dugo godina, "lijepe stvari pričao" i nazivao ga "praktičnim liječnikom".

### Smrt
Preminuo je 12. svibnja 1844. godine u 60. godini života. Pokopan je na groblju Milišić u osovskoj župi u Žepču.

## Djela
Autor je dviju ljekaruša, zbirki rukom pisanih recepata i uputa za liječenje, i jedne farmakopeje.
Ljekaruše su dovršene 1835. godine i nazvane Fragment medica.
U jednoj ljekaruši (liekaruši) spominje različite bolesti i liječenja te ih naslovljava Od Jerbobolje, Od kamena u životu, Kad zmija ujede, Od groznice koja fata treći dan... Sebe u naslovu oslovljava Matthaes Nikolich Medico Laureato. Za ugriz zmije navodi da najprije treba pronaći i ubiti zmiju, izvaditi joj crijeva i njima zaviti ranu. Uz druge bolesti detaljno opisuje kako pripraviti i primjenjivati lijek.
U samostanskom muzeju u Kreševu izložena je njegova Pharmacopoeia Austriaca iz 1928. godine.
Svoju Farmakopeju je dovršio u Osovi dvije godine prije smrti, 1842. godine. Ona je najvećim dijelom zbirka latinskih recepata, njezin veći dio pisao je na svom jeziku, a manji dio na njemačkom. Ukupno ima 310 stranica, a recepti su poredani abecednim redom. Rukopis se nalazi u knjižnici Zemaljskog muzeja u Sarajevu.
U uvodu rukopisne ljekaruše iz 1868. godine, fra Mijo Nikolić navodi da su recepti, koji su pisani na latinskom jeziku, sastavljeni od ljudi naučni liječnika bosanski, tj. od fra Mate Nikolića i fra Tome Dafinića rodom iz Kreševa.

## Bolnica u Novoj Biloj
U posljednjem ratu franjevci u Novoj Biloj (općina Travnik) 13. prosinca 1992. godine ustupaju prostorije crkve i pastoralnog centra župne crkve Svetog Duha za smještaj ratne bolnice koja je nazvana “Franjevačka bolnica dr. fra Mato Nikolić”. Zanimljivo, u trenutku osnivanja bolnice, fra Mato Nikolić je bosanskoj javnosti bio gotovo nepoznat. Njezino djelovanje u tim neadekvatnim prostorijama se nastavilo do 27. studenoga 1999. godine, kada je preseljena u novoizgrađeni bolnički kompleks u naselju Dubrave, a naziv je promijenjen u “Hrvatska bolnica dr. fra Mato Nikolić”, zbog svesrdne donacije Republike Hrvatske. Ravnatelj bolnice u izgradnji bio je fra Franjo Križanac, gvardijan samostana u Gučoj Gori.
Danas je ovo jedna od najmodernijih i najopremljenijih bolnica na području Bosne.

## Godišnjica
Obljetnica rođenja prvog bosanskog liječnika i osnivača prve ljekarne u Bosni fra Mate Nikolića obilježava se 12. veljače. Godine 2024. obilježava se 240. godišnjica njegovog rođenja.
Također se, 12. svibnja, na obljetnicu njegove smrti, na njegovom grobu na groblju Milišić u Žepču polaže cvijeće i odaje počast u znak sjećanja na lik i djelo prvog bosanskog liječnika, farmakologa i farmaceuta. Godine 2024. obilježava se 180. godišnjica njegove smrti.